# Franco-British Aviation Company
Pour les articles homonymes, voir FBA.
La société Franco-British Aviation Company ou simplement FBA, était un constructeur aéronautique franco-britannique spécialisé dans la production d'hydravions. La société a été créée en 1913 à Londres.
La société connut une forte activité durant les années 1920, notamment la filiale française qui a fourni plusieurs modèles à l'Aéronautique navale française, le Royal Flying Corps britannique et la Regia Aeronautica italienne. 

## Histoire
La société FBA a été fondée à Londres en 1913, mais ses activités furent très rapidement délocalisées en France, car le principal concepteur de l'entreprise, Louis Schreck était français. Il a été directeur technique de la filiale française située à Argenteuil. La première activité de l'entreprise fut le développement d'une coque d'hydravion dérivée du Donnet-Lévêque Type A. L'appareil, un biplan monomoteur monté entre les deux ailes avec une hélice propulsive, était appelé à l'origine FBA-Lévêque, puis il a été renommé FBA Type A.
C'est à partir de ce premier modèle que le constructeur fabriquera plusieurs modèles dérivés qui seront utilisés par les forces de la Triple-Entente : France, Royaume-Uni et l'Empire russe.
En 1922, Émile Paumier devient directeur technique et développera les modèles de la marque à partir du modèle FBA Type 10. À partir du Type 19, la société abandonna la configuration classique avec l'hélice propulsive pour enfin adopter l'hélice tractive.
Le manque de commandes, en particulier pour les modèles civils, précipita la chute de la société qui dut arrêter son activité en 1931. En 1934, les ateliers de l'usine FBA furent vendus à la Société des Avions Bernard qui fera faillite en juillet 1935.

## Les hydravions FBA
| Nom        | Type                                                         | Production | Notes                                                                     | Premier vol | Utilisateurs (Armées)                                                                |
| ---------- | ------------------------------------------------------------ | ---------- | ------------------------------------------------------------------------- | ----------- | ------------------------------------------------------------------------------------ |
| FBA Type A | Hydravion biplan monomoteur de reconnaissance                |            | Aussi appelé FBA-Lévêque                                                  | 1913        | Autriche-Hongrie Brésil Danemark France Royaume d'Italie Portugal Royaume-Uni Russie |
| FBA Type B | Hydravion biplan monomoteur                                  | 150        |                                                                           | 1915        |                                                                                      |
| FBA Type C | Hydravion biplan monomoteur                                  | 300        | Une variante bimoteur a été étudiée                                       | 1916        |                                                                                      |
| FBA Type H | Hydravion biplan monomoteur                                  | 1400       |                                                                           | 1915        |                                                                                      |
| FBA Type S | Hydravion biplan monomoteur                                  | 250        |                                                                           | 1917        |                                                                                      |
| FBA 10     | Hydravion biplan monomoteur de reconnaissance                | 2          |                                                                           | 1922        |                                                                                      |
| FBA 11     | Hydravion biplan monomoteur d'entraînement                   | 1          | Variante biplace pour formation du Type C                                 | 1923        |                                                                                      |
| FBA 13     | Hydravion biplan monomoteur biplace d'entrainement           | 1          |                                                                           | 1922        |                                                                                      |
| FBA 14     | Hydravion biplan monomoteur                                  | 20         | Évolution du Type 11 - biplace de formation                               |             | France                                                                               |
| FBA 16     | Hydravion biplan monomoteur biplace d'entraînement           | 1          |                                                                           |             |                                                                                      |
| FBA 17     | Hydravion biplan monomoteur biplace d'entraînement et école  | 348        | La version produite sous licence aux États-Unis était appelée Viking 00-1 | 1923        | Brésil France Pologne États-Unis                                                     |
| FBA 19     | Amphibie biplan monomoteur biplace de reconnaissance         | 9          | Une version prototype 19 HMT3 à 3 places a été construite                 | 1924        |                                                                                      |
| FBA 21     | Amphibie biplan monomoteur de transport civil                | 7          | Développement civil du Type 19 pour 4 passagers                           | 1925        |                                                                                      |
| FBA 23     | Hydravion biplan monomoteur de transport civil               | 1          | Version du Type 21 remotorisé                                             | 1926        |                                                                                      |
| FBA 171    | Variante du Type 17 destinée à une utilisation sur catapulte | 1          |                                                                           |             |                                                                                      |
| FBA 172    | Variante du Type 17 destinée à une utilisation sur catapulte | 7          |                                                                           | 1932        |                                                                                      |
| FBA 270    | Hydravion biplan monomoteur biplace d'entraînement           | 1          |                                                                           | 1929        | France                                                                               |
| FBA 271    | Amphibie biplan monomoteur biplace d'entraînement            | 2          |                                                                           | 1930        |                                                                                      |
| FBA 290    | Prototype hydravion amphibie biplan monomoteur 4 places      | 1          |                                                                           | 1931        |                                                                                      |
| FBA 291    | Variante prototype amphibie du type 290                      | 1          |                                                                           |             |                                                                                      |
| FBA 293    | Variante du type 291 - Amphibie quadriplace de liaison       | 6          |                                                                           |             | France                                                                               |
| FBA 294    | Variante du type 293 - Amphibie quadriplace de liaison       | 2          |                                                                           |             | France                                                                               |
| FBA 310    | Hydravion/amphibie monoplan de tourisme                      | 9          |                                                                           | 1930        |                                                                                      |